# Peer (Adel)
Ein Peer (von lateinisch par „gleich, ebenbürtig“; französisch pair) ist ein Angehöriger des britischen Hochadels.
Der als Peerage bezeichnete Adelsstand ist ein nach wie vor bestehendes System von Adelstiteln im Vereinigten Königreich. Ähnliche Adelssysteme existierten auch in anderen Ländern, etwa dem vorrevolutionären Frankreich (Pair de France) oder Portugal (Par do Reino, 1822–1910). Das japanische Oberhaussystem (Kizokuin) ist vergleichbar, ebenso ältere Systeme der Cortes auf der iberischen Halbinsel.
Die Peerage ist ein Teil des gesamten britischen Auszeichnungswesens. Historisch bezeichnete man als peers diejenigen Adeligen, welche das Recht auf einen Sitz im britischen Oberhaus, dem House of Lords, hatten. Durch die Reform des Oberhauses mit dem House of Lords Act 1999 wurde die große Mehrheit der erblichen Sitze (der hereditary peers) abgeschafft. Seither dominieren life peers, die einen nicht vererbbaren Sitz auf Lebenszeit erhalten und deren Titel sich auch nicht auf ihre Nachkommen vererben.
Ihre Ehefrauen werden traditionell peeress genannt und tragen die weibliche Form des jeweiligen Adelstitels. Ihre Kinder sind de jure hingegen keine Adeligen. Bei den erblichen Lords führen die Kinder Höflichkeitstitel wie Lord, Lady (ab dem Earl), oder The Honourable (bei Viscounts und Barons). Auch diese gelten jedoch nur für die erste Generation der jüngeren Kinder eines Peers, während die Nachfahren der nächsten Generation ins Bürgertum absteigen. Dies ist ein grundlegender Unterschied des Britischen Adels zum Adel auf dem europäischen Festland, wo Adelstitel meist ganzen Familien (oder Familienlinien) verliehen werden (außer wenn es sich explizit um persönlichen Adel oder um Erstgeburtstitel handelt) und daher von allen Familienmitgliedern zugleich geführt werden. In Großbritannien hingegen sind sämtliche erblichen Adelstitel grundsätzlich Erstgeburtstitel.
Diese Titel vererben sich patrilinear und erlöschen mit dem Mannesstamm der jeweiligen Nachfahren, mit Ausnahme einiger schottischer Titel. Ein erblicher Peerstitel kann, wenn die ihn tragende Linie im Mannesstamm erlischt, auf eine bürgerliche Nebenlinie übergehen, sofern diese ihrerseits patrilinear von einem Träger desselben Titels abstammt: So erbte etwa 1996 ein bürgerlicher Südafrikaner von der entfernt verwandten Hauptlinie seiner Familie den schottischen Titel Duke of Atholl. Sofern eine Nebenlinie sich bereits vor der Verleihung eines höheren Titels abgespalten hatte, erlischt der höhere Titel mit der ihn tragenden Linie, ein älterer, rangniedrigerer Titel kann jedoch auf die Nebenlinie übergehen, sofern diese von entsprechenden Titelträgern abstammt, so etwa bei der Familie Bentinck, wo 1990 die Titel Duke of Portland, Marquess of Titchfield mit der Hauptlinie erloschen, der ältere Titel Earl of Portland jedoch auf eine Nebenlinie überging.

## Die verschiedenen Titel und ihre Rangfolge
Die Titel im englischen Peer-System sind in aufsteigender Rangfolge: baron (baroness für Frauen), viscount (viscountess), earl (countess), marquess (marchioness) und duke (duchess) – zu Deutsch etwa: Freiherr, Vizegraf, Graf, Markgraf, Herzog.
Die baronets gehören (im Unterschied zu den barons) nicht zur Peerage und damit nicht zum höheren, parlamentsberechtigten Adel, sondern bilden zusammen mit den Knights die sogenannte Gentry, den niederen Adel mit der Anrede Sir bzw. Dame, wobei der Rang eines Knight – im Unterschied zu dem eines Baronet – in der Regel nicht vererblich ist.
Es wird zwischen den life peers (Titel auf Lebenszeit, „persönlicher Adel“) und den hereditary peers (erbliche Titel) unterschieden, wobei heute fast ausschließlich life peers kreiert werden. Das letzte erbliche „Dukedom“ (im Unterschied zu „Duchy“, dem Territorium eines regierenden Herzogs) wurde 1889 dem Duke of Fife verliehen, seither nur noch Mitgliedern des Königshauses. Der bislang neueste erbliche Titel, Earl of Stockton, wurde 1984 an den früheren britischen Premierminister Harold Macmillan verliehen. Die ehemalige Premierministerin Margaret Thatcher erhielt 1992 eine life peerage mit Sitz im Oberhaus als Baroness Thatcher, im Jahr zuvor war bereits ihr Ehemann Denis Thatcher zum Baronet erhoben worden. Tony Blair hingegen verzichtete auf die traditionelle Erhebung ehemaliger Premierminister in den Adelsstand, während David Cameron 2023 zum Baron Cameron of Chipping Norton erhoben wurde.
Die britischen Peers werden auch in ihrer Gesamtheit als Lords bezeichnet, so eröffnet der Monarch die jährliche Thronrede im Oberhaus mit der Anrede: „My Lords“. Als persönliche Anrede („My Lord“) oder Bezeichnung („Lord Soundso“) wird der Oberbegriff Lord jedoch nur für die Peers-Ränge vom Baron bis zum Marquess verwendet; ein Herzog hingegen wird immer als Duke bezeichnet. Der jeweilige Namenszusatz (style) bei Nennung eines Barons, Viscounts und Earls ist The Right Honourable. Anzusprechen (address) ist er als My Lord. Der Marquess ist The Most Honourable (My Lord Marquess), der Duke ist His Grace (Your Grace). Die Herzöge, die dem Königshaus angehören, sind Royal Highness. Die jeweiligen Titel werden grundsätzlich nach dem Muster „Rang Name“, wenn der Name ein Personenname ist (z. B. Viscount Beresford), oder „Rang of Name“, wenn er ein Ortsname ist, was z. B. bei allen Dukes der Fall ist (z. B. Duke of Marlborough) gebildet.
Dass die Peers zugleich Herren der ihrem Titel zugehörigen Ländereien sind, ist schon seit dem Mittelalter nicht mehr der Fall. Nicht selten gehören diese Ländereien nicht einmal mehr zum Vereinigten Königreich. Der Duke of Cornwall ist der einzige seines Standes, der neben dem bloßen Titel (Dukedom of Cornwall) auch noch zugehörige Ländereien (die Duchy of Cornwall) besitzt. Die Art der Weitergabe eines Adelstitels, abgesehen von den Life Peers (Peers auf Lebenszeit), ist verschieden. Sie hängt von der Art seiner ursprünglichen Verleihung ab. Im Regelfall werden sie nur in der direkten männlichen Linie vererbt und erlöschen beim Fehlen eines Sohnes, aber in manchen Fällen, vor allem bei vielen schottischen Titeln, können sie in Ermangelung männlicher Erben auch über die Töchter weitergegeben werden. Erloschene Titel können von der Krone zu einem späteren Zeitpunkt neu vergeben werden. Ein Peer kann mehrere Titel zugleich innehaben; er wird dann mit dem ranghöchsten Titel angesprochen.
Es gibt mehrere Gruppen von Hochadelstiteln im Vereinigten Königreich: Zur Peerage of England gehören alle Titel, die von den englischen Königen und Königinnen vor dem Act of Union im Jahr 1707 eingerichtet wurden, einschließlich der wenigen walisischen Titel. Analog dazu gehören zur Peerage of Scotland alle Titel, die vor diesem Datum von den schottischen Monarchen verliehen wurden. Die Peerage of Ireland vereint alle Titel des Königreichs Irland vor 1801. Zur Peerage of Great Britain gehören die Titel, die zwischen 1707 und 1801 in England und Schottland verliehen wurden. Alle Adelstitel, die nach 1801 vergeben wurden, bilden die Peerage of the United Kingdom.
In der Rangfolge kommt der Duke vor dem Marquess, der Marquess vor dem Earl, der Earl vor dem Viscount und dieser vor dem Baron. Innerhalb der Adelsränge bestimmt sich der Vorrang folgendermaßen: englischer Adel, schottischer Adel, großbritannischer Adel, irischer Adel, Adel des Vereinigten Königreichs; jede Gruppe ist in sich wiederum abgestuft nach dem Alter des Titels. Alle Inhaber dieser Titel waren Mitglieder des Oberhauses, mit Ausnahme der irischen Peers, die bis 1922 aus ihren Reihen eine Abordnung (Representative Peers) wählten.
In früherer Zeit hatten die Peers eine Vielzahl von Privilegien inne: sie durften nur wegen Verrats an der Person des Königs angeklagt werden, wobei die Gerichtsbarkeit für Peers ausschließlich bei den Lordrichtern des House of Lords lag und die Anwendung der Folter auf die Peers zur Erlangung eines Geständnisses verboten war. Sie konnten im Zuge solcher Prozesse auch zum Tode verurteilt werden, jedoch wurde das bei Hochverrat stets auf Hängen, Ausweiden und Vierteilen lautende Todesurteil üblicherweise nur durch Enthauptung vollstreckt (eines der bekanntesten Beispiele hierfür ist Thomas Wentworth, 1. Earl of Strafford).

## Höflichkeitstitel(courtesy titles)
Wie oben schon erwähnt, sind die Familienangehörigen britischer Adeliger keine Adeligen, sondern werden zu den Commoners (Bürgerlichen) gezählt. Ihre Kinder erhalten zwar Höflichkeitstitel (courtesy titles), bleiben aber so lange Bürgerliche – und damit auch wählbar für das Unterhaus, das House of Commons –, bis sie selbst einen höheren Adelstitel (durch Erbschaft oder Verleihung) erhalten. Hat ein Duke, Marquess oder Earl (Söhne von Viscounts und Baronen haben dieses Vorrecht nicht) einen ältesten Sohn, erhält der Sohn den nächstniedrigeren Titel des Vaters. Hat der Sohn wiederum männliche Kinder, erhält der älteste Sohn den dritthöchsten Titel des Großvaters und immer so weiter, bis alle Titel aufgebraucht sind. Sind mehrere nächstniedrigere gleichrangige Titel vorhanden, bestimmt die Familientradition, welcher vom Sohn geführt wird. Höflichkeitstitel sind aber keine substanziellen Adelstitel (peer on his/her own right), sondern nur Anreden.
Hat zum Beispiel der Duke of Wellington einen ältesten Sohn, führt dieser den Titel Marquess of Douro. Hat dieser wieder einen ältesten Sohn, erhält dieser den Höflichkeitstitel Earl of Mornington. Dessen ältester Sohn führt dann den Höflichkeitstitel eines Viscount Wellesley. Aber auch die anderen Kinder der Peers erhalten Höflichkeitstitel. Die jüngeren Söhne der Dukes und Marquesses (einschl. der Höflichkeits-Marquesses) erhalten den Titel Lord Vorname Nachname und die Töchter der Dukes, Marquesses und Earls (oder Höflichkeits-Marquesses resp. -Earls) in gleicher Weise den Titel Lady. Jüngere Söhne der Earls und alle Söhne der Viscounts und Barone tragen die Bezeichnung The Honourable (Der Ehrenwerte), meist abgekürzt Hon., vor ihrem Namen, was sie als Angehörige eines Hauses mit Peersrang erkennbar macht.
Im Gespräch unter Dritten werden die Dukes und Duchesses als „Duke of N.“ bzw. „Duchess of N.“ bezeichnet (und mit Your Grace angeredet), während die Inhaber anderer Titel unterschiedslos als „Lord bzw. Lady N.“ bezeichnet und mit „Mylord/Mylady“ und von Bediensteten „Your Lordship/Ladyship“ (Eure Lordschaft/Ladyschaft) angesprochen werden.

## Die Peerswürde heute
In den letzten Jahren wurden von der Krone fast nur noch die auf dem Life Peerages Act von 1958 beruhenden Peers auf Lebenszeit (Life Peers, ausschließlich Barone und Baronessen) ernannt. Sie sind vollwertige Peers, können aber ihren Titel nicht vererben. Mit dem House of Lords Act 1999 wurde das Oberhaus reformiert und die meisten (750) der erblichen Sitze wurden abgeschafft. Seither setzt sich das Oberhaus zusammen aus den Life peers, zwei Peers, deren Titel dauerhaft mit Staatsämtern bezüglich des Oberhauses verbunden sind (Earl Marshal und Lord Great Chamberlain), 26 Bischöfen der Kirche von England (Lords Spiritual) und 90 Erb-Peers (Hereditary Peers), die von ihren (ansonsten nicht mehr stimmberechtigten) Standesgenossen auf Lebenszeit gewählt wurden. Die Ämter der Law Lords im Oberhaus wurden mit der Einrichtung des Britischen Obersten Gerichtshofes im Jahr 2009 abgeschafft.
Nicht alle britischen (Adels-)Titel sind mit der Peerswürde verbunden: Knights und Baronets (Titel: Sir bzw. Dame) sind keine Peers. Auch (königliche) Prinzen und Prinzessinnen sind keine Peers; es sei denn, ihnen wurde zusätzlich noch ein Peerstitel verliehen (das ist meist, aber nicht immer ein Royal Dukedom; Prince Edward war bis zu seiner Erhebung zum Duke of Edinburgh 2023 fast 24 Jahre lang lediglich Earl of Wessex; Aufsehen erregte, dass ihm der Herzogstitel nur persönlich, nicht erblich verliehen wurde). Verschiedene Dukedoms (z. B. Cornwall, Cambridge, York, Kent, Gloucester, Lancaster, Clarence, Strathearn, Cumberland usw.) sind der königlichen Familie und ihren Seitenlinien vorbehalten. Diese Adelstitel innerhalb der königlichen Familie sind erblich; sie stellen die einzigen erblichen Titel dar, die von der Krone heute noch verliehen werden (zuletzt der Duke of Sussex 2018); sie berechtigen nicht zur Mitgliedschaft im House of Lords.
Eines der letzten greifbaren Privilegien des britischen Adels lag darin, dass ein Peer, der in einem Strafverfahren angeklagt war, verlangen konnte, dass über ihn das House of Lords (als Plenum, also nicht nur die hauptberuflichen Lordrichter) zu Gericht sitzt. Dies fand letztmals 1935 statt und wurde 1948 gesetzlich abgeschafft. Eine filmische Darstellung eines Strafverfahrens gegen einen Peer im House of Lords findet sich in Adel verpflichtet.

## Der Verlust der Peerswürde
Einem Träger einer Peerswürde kann diese gegen seinen Willen nur durch ein Gesetz aberkannt werden. Solche Vorgänge sind sehr selten; das bekannteste Beispiel ist der Titles Deprivation Act 1917. Ein freiwilliger Verzicht (disclaimer) durch den Träger ist seit 1963 möglich, allerdings nur innerhalb eines Jahres ab Erbfall (oder Inkrafttreten des Gesetzes). Von dieser Möglichkeit wurde Gebrauch gemacht, wenn die Inhaber einen Sitz im britischen Unterhaus, dem House of Commons, anstrebten, zu dem Mitglieder des House of Lords kein passives Wahlrecht besitzen: Prominente Beispiele sind der Viscount Stansgate (Tony Benn), der Earl of Home (Sir Alec Douglas-Home) und der Viscount Hailsham (Quintin Hogg). Die beiden Letztgenannten zogen allerdings später wieder ins Oberhaus ein, weil sie zu Peers auf Lebenszeit ernannt wurden. Die Nachkommen der Peers, die auf ihren Titel verzichtet haben, erhalten die Peerswürde nach dem Tode des ursprünglichen Inhabers zurück. Mit der Reform von 1999, durch die der automatische Oberhaus-Sitz der erblichen Peers abgeschafft wurde, entfiel dieser Hauptgrund für Verzichte.
Eine Life Peerage erlischt mit dem Tod des Trägers; ein erblicher Titel erlischt (becomes extinct), wenn beim Tod des Trägers kein rechtmäßiger Erbe vorhanden ist. Wer als Erbe in Frage kommt, richtet sich dabei nach den Erbregeln, die bei der Schaffung des Titels in den letters patent des Monarchen festgelegt wurden. Die Erbregeln können daher zwischen den verschiedenen Titeln variieren, wobei jedoch meist eine Vererbung an die ehelichen Söhne („heirs male of his body lawfully begotten“) des Titelträgers vorgesehen ist; in Schottland ist teils auch eine Weitervererbung über die weibliche Linie möglich. Ein Titel ruht (becomes dormant), solange nicht klar ist, wer der neue Inhaber ist. Der Titel bleibt in der Schwebe (comes into abeyance), wenn es mehrere gleichberechtigte Erben gibt. Das kommt bei bestimmten älteren englischen Baronien vor, in denen die Töchter gleichberechtigt sind, wenn es keinen männlichen Erben gibt. Die Dukedoms Cumberland und Albany sind seit 1919 durch den schon erwähnten Titles Deprivation Act ausgesetzt.
Wird ein Titelinhaber König, verschmilzt der Titel mit der Krone (merge in the crown); er hört auf zu existieren, bis er erneut vergeben wird. Beispielsweise ernannte Georg V. 1920 seinen zweitältesten Sohn zum Duke of York; 1936 bestieg dieser, nach der Abdankung seines Bruders, als Georg VI. den Thron. Der Titel des Duke of York erlosch und wurde 1986 neu vergeben. Ein Sonderfall ist das Herzogtum Cornwall. Der Titel gilt, wenn er nicht in Gebrauch ist, als an die Krone verfallen (lapse to the crown). Das bedeutet, dass er zwar existiert, aber von niemandem getragen wird. Er wird auch nicht direkt vererbt. Er steht dem ältesten Sohn des Monarchen als Heir apparent zu. Mit Erreichen der Volljährigkeit wird er daneben zum Prince of Wales ernannt.